# Route nationale 33 (Guinée)
Pour les articles homonymes, voir Route nationale 33.
La Route nationale 33 (N33) est une route nationale en Guinée, commençant à Yalakoro à la sortie de la N6 et se terminant à Kérouané à l'entrée de la N1. Elle mesure 130 kilomètres de long.

## Tracé
- Kérouané
- Banankoro
- Ouroudou
- Yalakoro